# Флоријан Вирц
Флоријан Вирц је професионални немачки фудбалер који тренутно наступа за екипу Ливерпула, а игра на позицији левог крила, полушпица. Важи за једног од најталентованијих играча на планети.

## Клупска каријера
Десет година је наступао за све младе катефорије Келна да би у лето 2020. године прешао у редове Бајер Леверкузена. Овај трансфер пратиле су бројне контроверзе, а Келн је оптуживао челне људе из Леверкузена да су прекршили низ договора како би потписали Вирца.
Свој деби за Бајер бележи у 26. колу немачке Бундеслиге против Вердера и са 17 година и 15 дана постаје најмлађи играч у историји "фармацеута" оборивши претходни рекорд који је држао Кај Хаверц.
Први гол у сениорској конкуренцији постиже 6. јуна 2020. године у поразу Бајера од Бајерн Минхена, 4:2. Овим голом постаје најмлађи стрелац у историји Бундеслиге, али ће његов рекорд оборити Јусуфа Мукоко, фудбалер Борусије Дортмунд (16 година, 28 дана).

## Репрезентативна каријера
За репрезентацију Немачке дебитује 2. септембра 2021. године против Лихтенштајна у квалификацијама за Мундијал у Катару. Виртц је у игру ушао у 82. минуту уместо Џошуе Кимиха.
Виртц се нашао и на финалном списку репрезентативаца за Мундијал у Катару, али је због повреде морао да пропусти своје прво Светско првенство.

## Приватни живот
Флоријан потиче из фудбалске породице. Његов отац је директор нижелигашког клуба Грун-Веис Браувејлер, док је његова сестра Џулијен Вирц професионална фудбалерка још од своје шеснаесте године.